# 만력쇄

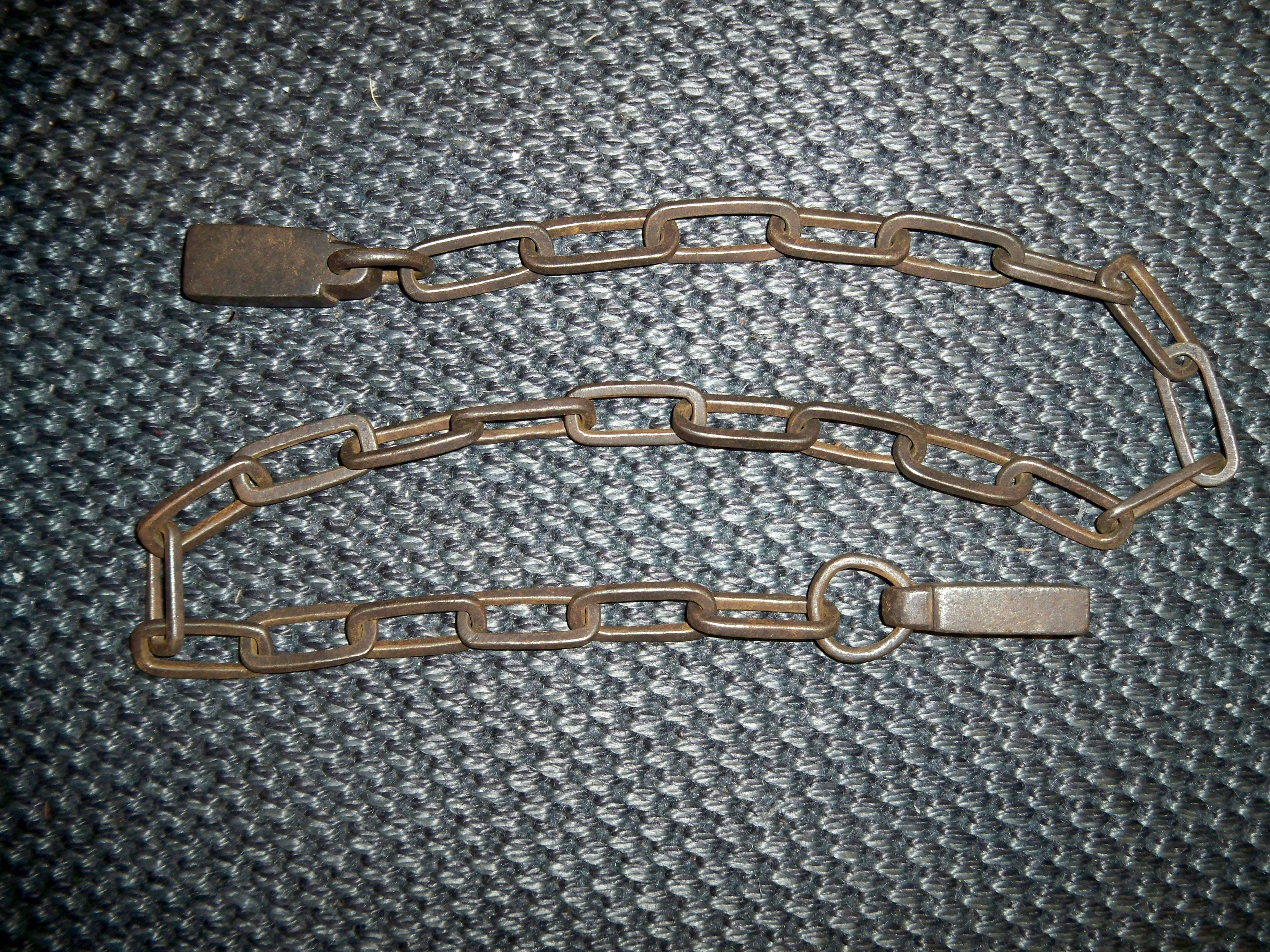
만력쇄

만력쇄(萬力鎖)는 중세 일본의 사무라이들이 사용한 무기 중 하나로, 쇄분동(鎖分銅), 양분동(兩分銅), 옥쇄(玉鎖), 수쇄(袖鎖), 쇄십수(鎖十手)라고도 한다.
약 60 ~ 120 센티미터 정도의 쇠사슬의 양 쪽 끝에 금속으로 만든 분동을 매단 것이 특징으로, 분동을 상대에게 던져 맞추어 공격하거나 적을 포박하는 용도로 사용한다. 분동의 형태나 무게는 사용자에 따라 다양하며, 보통 사용자가 자유자재로 다룰 수 있는 범위 내에서 결정된다.
일반적으로 손이나 옷 속에 숨겨 두었다가 상대가 접근해 올 때 그 움직임에 대응해 재빨리 내던지며, 이 때 쇠사슬의 양 끝을 쥐어 상대가 어느 방향에서 날아오는지 알지 못하도록 한다. 본디 방어 및 호신용으로 사용되는 무기이며, 무기의 특성상 사용 후 쉽게 회수가 가능하다는 장점이 있다. 주로 상대의 무기를 붙잡아 상대에게서 떼어 놓거나 상대의 다리를 겨냥해 던져 상대가 공격을 피하는 사이 도망치는 용도로 사용되며, 상대의 몸을 감아 비틀어 넘어뜨리거나 상대를 가격해 기절시킨 뒤 체포하는 용도로 사용되기도 한다.
소설 《수호전》에 등장하는 인물인 오용(吳用)이 사용하는 무기이기도 하다.

## 같이 보기
- 쇄겸
- 유성추